# Pseudomyrmecinae
Sous-famille
Les Pseudomyrmecinae sont une sous-famille de fourmis.

## Liste des genres
- Myrcidris Ward, 1990
- Pseudomyrmex Lund, 1831
- Tetraponera Smith, 1852